# Phare de Buholmråsa
Le phare de Buholmråsa (en norvégien : Buholmråsa  fyr) est un phare de la commune d'Osen, dans le comté et la région de Trøndelag (Norvège). Il est géré par l'administration côtière norvégienne (en norvégien : Kystverket).
Le phare est classé patrimoine culturel par le Riksantikvaren (en) depuis 2000.

## Histoire
Le phare, mis en service en 1917, est situé sur la petite île de Sønnaholmen à environ 2 kilomètres au nord-ouest du village de Seter. Il a été automatisé en 1994. Le phare diffuse également un signal de radar Racon qui est la lettre de code morse B (- •••).

## Description
Le phare  est une tour cylindrique en fonte de 23,5 mètres de haut, avec une galerie et lanterne. La tour est totalement peinte en blanc avec une bande blanche. Il se trouve à côté d'une maison de gardien. Son feu à occultations émet, à une hauteur focale de 38 mètres, un éclat (blanc, rouge et vert selon différents secteurs) toutes les 6 secondes. Sa portée nominale est de 19,3 milles nautiques (environ 36 km) pour le feu blanc, 16,3 pour le feu rouge et 15,8 pour le feu vert.
Identifiant : ARLHS : NOR-063 ; NF-4897 - Amirauté : L1720 - NGA : 8524 .
|                      |
| Le phare (1890-1900) |

|          |
| Le phare |

### Lien connexe
- Liste des phares de Norvège